# زواج الأقارب
زواج الأقارب أو التزواج اللُّحْمِيّ هو زواج بين اثنين تجمعهما رابطة الدم. من بين أهدافه المحافظة على بقاء واستمرار الجماعة وعدم اختلاطها بغيرها والذي يحمل خطر الاندماج أو الذوبان في جماعات أخرى. يتسبب زواج الأقارب، لو استمر لعدة أجيال، في تراكم الصفات الوراثية غير الجيدة ما يؤدي إلى ضعف النسل.

## الديناميات الاجتماعية
حسب الأنثروبولوجي لويس هنري مورغان فعلاقات القرابة تسيطر على تاريخ الإنسان البدائي ولهذه العلاقات تاريخًا ومنطقًا، فأنظمة القرابة في المجتمعات البدائية طباقية وليست وصفية، ونقطة ارتكازها تبادل النساء بين الجماعات، والزواج الخارجي (الإكسوغامي) لا يتنافى مع الزواج اللحمي الداخلي لأن الزواج الاغترابي بين العشائر هو تكملة الزواج اللحمي بين القبائل، فالعشيرة هي الشكل السائد من أشكال التنظيم الاجتماعي لدى جميع الشعوب التي تجاوزت مرحلة التوحش.

## مشاكل صحية
رغم أن القاعدة الطبية الشرعية لا تمانع من زواج الأقارب، لكنها تحث على توخي الحذر والحيطة، حيث تؤكد معظم الدراسات العلمية عن الأمراض الوراثية الشائعة، ومن أبرزها أمراض هيموغلوبين الدم «خضاب الدم» والعيوب الخلقية الاستقلابية والأمراض أحادية الجينات الشائعة، أنها السبب الرئيسي للكثير من الأمراض والإعاقات لدى الأطفال.
وكشفت العديد من الأبحاث العلمية التي أجريت حول زواج الأقارب أن الإصابة بتلك الأمراض والإعاقات لدى الأطفال من أبوين قريبين واضحة بسبب عدم إجراء الفحص الطبي لدى الزوجين قبل الزواج، حيث تكون الفرصة أكبر لدى الزوجين من الأقارب في حمل صفات وراثية متنحية عندما يكون كل واحد من الأبوين حاملاً للصفة المسببة للمرض.
حسب بعض الدراسات، فإن زواج الأقارب يورث 82 مرضاً، مثل الإجهاض المتكرر، الإعاقات المتعددة، مرض الحويصلات المتعددة بالكلية، مرض الثلاسيميا، مرض زيادة الحديد بالدم، مرض ضمور عضلات الوجه والكتفين، مرض الأورام المتعددة بالقولون، وزن المواليد يكون أقل من زيجات غير الأقارب، وغيرها من الأمراض.

### الأقارب والمورثات
يشارك كل إنسان أخاه أو أخته في نصف عدد المورثات التي يحملها ويشارك أعمامه وأخواله في ربع عدد المورثات، ويشارك أبناء وبنات عمه أو خاله في ثمن عدد المورثات العامل الوراثي المتنحي في أحد الوالدين أو كليهما ليس له القدرة على التعبير عن نفسه، إلا إذا اجتمع مع عامل وراثي متنح مماثل له حينئذ تظهر الصفة الوراثية التي يحملانها معاً في المولود على هيئة المرض المعني.
فإذا تزوج إنسان بابنة عمته أو خالته أو ابنة عمه أو خاله وكان كل منهما يحمل نفس العامل الوراثي المتنحي لمرض ما فهناك احتمال إن 25% من أولادهما ستظهر عليهم تلك الصفة و50% منهم يحملون العامل الوراثي المتنحي بدون ظهور أي أعراض، 25% منهم لن يحملوا هذه الصفة.
أما إذا كانت درجة القرابة بعيدة فإن احتمال تواجد الجينات المماثلة أقل وبالتالي يكون احتمال حدوث المرض في الأولاد أقل.

### جوانب إيجابية
إذا كان بالأسرة عوامل وراثية مرغوبة ليست في غيرها من الأسر مثل صفات الجمال والذكاء والقوة أو طول العمر وغيرها، حينئذ يكون زواج الأقارب أفضل من زواج الأباعد، شريطة ألا يستمر الزواج بين الأقارب جيلًا حتى لا تتحول الأسر إلى مجتمعات صغيرة مغلقة، وهو ما ثبت وراثيًا أنه مضر.

## زواج الأقارب حسب التقاليد
من باب العادات والأعراف في بعض الثقافات تفضل القرابة كمعيار يؤسس عليه الزواج والتركيز بصفة أخص على القرابة القصوى، أي الزواج من أبناء العمومة. إذ ينص الموروث الشعبي على أن الزواج المفضل هو الزواج الداخلي.
زواج الأقارب يعتبر مخلفات الوضع البدائي لنظام الأمومة، إذا أخذنا بعين الاعتبار أنّ المجتمع الأبوي عند قدماء العرب كان يعتقد أنّ الطفل يرث صفات خاله وهذا - أي الخال - كان مهتمًا بصفات صهره.
فالثقافة الشعبية تنص على الحقيقة التالية: كلما تزوجت المرأة خارج العائلة كلما تبع هذا الزواج نقل أموال أهلها إلى الغير (الآخر) عبر الإرث. ونظرا للصبغة الفلاحية التي تطبع المجتمعات سابقًا، فإن الأرض تشكل مركز الاهتمام الرئيسي.
يكثر زواج الأقارب في كثير من المجتمعات، فقد وجد مثلًا أن نسبة زواج الاقارب بين السعوديين هي 57.7% وهي الأكبر بين دول العالم في معدلات زواج الاقارب، وتزيد في الكويت على 40% من إجمالي الزيجات، وتبلغ حوالي 49% في فلسطين، وحوالي 38% في مصر.
وتنخفض هذه النسبة كثيرًا في الدول الغربية لتصل إلى 1-2 % من عدد الزيجات في أمريكا مثلًا.[بحاجة لمصدر]

### الإسلام وزواج الأقارب
على الرغم من أن رسول الإسلام أمر بالتخير إذ قال «تخيروا لنطفكم» والتخير في عصرنا الحاضر أساسه الاستشارة الوراثية، فلا يوجد إطلاقًا نص صحيح ينهى عن زواج الأقارب، وحديث «غربوا النكاح» لا يصح، وقد تزوج النبي من ابنة عمته زينب، والآية القرآن صريحة: ﴿يَا أَيُّهَا النَّبِيُّ إِنَّا أَحْلَلْنَا لَكَ أَزْوَاجَكَ اللَّاتِي آتَيْتَ أُجُورَهُنَّ وَمَا مَلَكَتْ يَمِينُكَ مِمَّا أَفَاءَ اللَّهُ عَلَيْكَ وَبَنَاتِ عَمِّكَ وَبَنَاتِ عَمَّاتِكَ وَبَنَاتِ خَالِكَ وَبَنَاتِ خَالَاتِكَ اللَّاتِي هَاجَرْنَ مَعَكَ وَامْرَأَةً مُؤْمِنَةً إِنْ وَهَبَتْ نَفْسَهَا لِلنَّبِيِّ إِنْ أَرَادَ النَّبِيُّ أَنْ يَسْتَنْكِحَهَا خَالِصَةً لَكَ مِنْ دُونِ الْمُؤْمِنِينَ قَدْ عَلِمْنَا مَا فَرَضْنَا عَلَيْهِمْ فِي أَزْوَاجِهِمْ وَمَا مَلَكَتْ أَيْمَانُهُمْ لِكَيْلَا يَكُونَ عَلَيْكَ حَرَجٌ وَكَانَ اللَّهُ غَفُورًا رَحِيمًا ۝٥٠﴾ [الأحزاب:50] ، وبينت سورة النساء المحرمات حصرًا ﴿حُرِّمَتْ عَلَيْكُمْ أُمَّهَاتُكُمْ وَبَنَاتُكُمْ وَأَخَوَاتُكُمْ وَعَمَّاتُكُمْ وَخَالَاتُكُمْ وَبَنَاتُ الْأَخِ وَبَنَاتُ الْأُخْتِ وَأُمَّهَاتُكُمُ اللَّاتِي أَرْضَعْنَكُمْ وَأَخَوَاتُكُمْ مِنَ الرَّضَاعَةِ وَأُمَّهَاتُ نِسَائِكُمْ وَرَبَائِبُكُمُ اللَّاتِي فِي حُجُورِكُمْ مِنْ نِسَائِكُمُ اللَّاتِي دَخَلْتُمْ بِهِنَّ فَإِنْ لَمْ تَكُونُوا دَخَلْتُمْ بِهِنَّ فَلَا جُنَاحَ عَلَيْكُمْ وَحَلَائِلُ أَبْنَائِكُمُ الَّذِينَ مِنْ أَصْلَابِكُمْ وَأَنْ تَجْمَعُوا بَيْنَ الْأُخْتَيْنِ إِلَّا مَا قَدْ سَلَفَ إِنَّ اللَّهَ كَانَ غَفُورًا رَحِيمًا ۝٢٣ وَالْمُحْصَنَاتُ مِنَ النِّسَاءِ إِلَّا مَا مَلَكَتْ أَيْمَانُكُمْ كِتَابَ اللَّهِ عَلَيْكُمْ وَأُحِلَّ لَكُمْ مَا وَرَاءَ ذَلِكُمْ أَنْ تَبْتَغُوا بِأَمْوَالِكُمْ مُحْصِنِينَ غَيْرَ مُسَافِحِينَ فَمَا اسْتَمْتَعْتُمْ بِهِ مِنْهُنَّ فَآتُوهُنَّ أُجُورَهُنَّ فَرِيضَةً وَلَا جُنَاحَ عَلَيْكُمْ فِيمَا تَرَاضَيْتُمْ بِهِ مِنْ بَعْدِ الْفَرِيضَةِ إِنَّ اللَّهَ كَانَ عَلِيمًا حَكِيمًا ۝٢٤﴾ [النساء:23–24]؛ فما عدا ذلك من الأقارب فهو جائز قطعًا، وهذا لا يمنع أن يفضل التقليل من زواج الأقارب حفظًا على اتساع العلاقات والمصاهرة، وخشية أن تترسخ بعض الصفات الوراثية السلبية؛ فيكون من باب التفضيل وليس من باب التحريم.
زواج الأقارب لم يرد النهي في الشرع عنه، 
ولا الأمر به، وإنما ترك الأمر للإباحة، حتى تدرس كل حالة على حدتها، فربما كان الأنسب أن يتزوج الرجل من قريبته، فربما كانت هناك اعتبارات اجتماعية ترجح الزواج مع القرابة، وربما كان الزواج من الأقارب يفضي إلى قطع الرحم، أو زيادة المشاحنات بين الأقارب، إن كان يعرف عن العائلة أن الود بينهم غير مستقر.

### في الثقافات الأخرى
في مصر القديمة اشتهر الفراعنة بأنهم كانوا يسمحون بزواج الأخ لأخته، وأبرز تلك الحالات الفرعون توت عنخ آمون، الذي ولد نتيجة زواج المحارم، بعد أن أخذ العلماء عينات من حمضه النووي، تبين أن والديه كانوا أخ وأخت. ساعد الاكتشاف على تفسير بعض التشوهات الموجودة في جسم الفرعون. واستمر ذلك إلى عهد البطالمة خلفاء الاسكندر المقدوني، حيث تزوجت كليوباترا الثانية من أخيها الملك بطليموس السادس، وعندما وافته المنية تزوجت كليوباترا من أخيها الثاني بطليموس الثامن، لتحافظ على نقاء الدم الملكي وحصر السلطة في سلالتهم فقط. كذلك فعلت امبراطورية الإنكا، حيث حصرت الزواج بين الأخ والأخت.
اختفى زواج الأقارب من أوروبا منذ حوالي 600 عام. حالياً بعض الولايات الأمريكية لا تسمح بزواج أولاد العم والعمة أو الخال والخالة. أما اليهود خاصةً طائفة الاشكيناز يتزوجون من أقاربهم، لذا فهم يخضعون للفحص الطبي دائماً قبل الزواج لأن لديهم أمراضاً متوارثة.